# 亞公角
亞公角（英語：A Kung Kok），位於香港沙田區，在城門河及沙田新市鎮的最北面，北鄰馬鞍山新市鎮的大水坑。村內有六十二間村屋，為政府規劃興建。這村聚集了本來三條村的人，分別是舊亞公角村，游水排及何東樓。從前的福建出身的漁民，主要在禾輋村及落路下一帶活動，而現在則定居在亞公角漁民新村。現在漁業沒落，過往的漁業情境已不復再。

## 地理位置
位於沙田區，沙田醫院與富安花園之間

## 歷史
村民祖先為在吐露港一帶活動的水上人，於1960年代在何東樓（即現時沙田馬場），沙田市中心一帶聚集，設村，後來，政府發展沙田新市鎮，村民1970年代改在沙田醫院現址一帶設村。直到後來配合政府發展，村民於1983年遷居於亞公角現址，並匯聚了多條村的村民。起初，亞公角仍未有鋪設道路，村民出入需要乘船到沙田第一城一帶，直到後來政府發展馬鞍山，才在亞公角鋪設道路。在設村時，同時建有村校，後來村內兒童多數選擇出外讀書，導致學生不足，使村校關閉，並荒廢至今。现在很少有人去这个地方。

## 傳統節日
村內有慶祝大王爺寶誕。每逢大王爺寶誕以及農曆新年，村民就會拜祭大王爺，分別在每年農曆十二月二十日及農曆正月初二。村民身為鶴佬人，在過節時會造米餅及蒸包慶祝。最近村內有外來居民，他們亦會一起慶祝。

## 房屋及社區設施
為政府協助興建的村屋，總共有62座。每四座連成一棟。可是屬「鹹水樓」，因此經過30年後已變得殘舊非常。雖然村民想重建，但由於四座連成一棟，重建需要全部業主的同意，又令重建變得十分困難。

### 鄉村
- 亞公角漁民新村

## 大王爺廟
村內有一小型大王爺廟，有五十年歷史，供奉大王爺。每逢大王爺寶誕及農曆新年，村民就會前往大王爺廟拜祭大王爺。 大王爺廟由每年村民捐贈六百元，及年長村民的額外捐贈作維護費用。廟內亦有玻璃櫃，放有村民所得的龍舟獎項，以鼓勵下一代村民繼續在龍舟上多加用功。

## 漁業
現在，越來越少人會當漁民。亞公角的漁民會把魚獲賣到大埔和三門仔的魚市場。以前，他們會潛水捕魚。在晚上，他們會到塔門，西貢，南丫島，香港仔等地方捕魚。他們出海10小時，由下午六時到凌晨三，四時，相當艱辛。現在越來越少漁民捕魚。魚獲十分不穩定，有時很多，有時很少，因此未必能賺錢。而且，裝備越來越貴，船和燃油也很貴。因此以漁業為生變得十分困難。

## 龍舟
於1983年，第一屆龍舟比賽於城門河舉辦。比賽由沙田體育會所舉辦。大埔，西貢與馬灣等的艇手等都支持這項活動，並參與了不少年 亞公角的村民亦參加了這項活動。可是，他們不是使用亞公角的名義，而是使用沙田區議會的名義。村民在這項比賽獲得非凡成就，曾連續獲得四次冠軍。起初，村民協助了沙田區參加這項活動。最近，他們以亞公角的名義參加了比賽。村民參加這比賽為自願性質，他們在二月開始準備，他們自己製作龍頭及訓練。村民多數在工餘時間練習，在他們吃晚飯後就到錦泰苑旁邊的河流開始練習。在2017年，他們被邀請出席國際龍舟賽事。他們亦獲得了18區冠軍。龍舟選手認為參與龍舟比賽可以協助他們團結，所以他們每年也會參加。

## 誤解
部分香港市民認為很多黑社會住在亞公角，其實不然。亞公角的村民十分低調。
在1989年前，黑社會會去亞公角。而且，亞公角村民和黑社會的爭拗事出必有因。知道原因後，村代表與黑幫老大就討論及解釋黑幫與村民的不理解，並消除它。而且，村民會團結在一起，一起對抗困難。

## 面臨的問題和未來的期望
亞公角最大的問題是沒有村公所。村代表已經申請了接近二十年，但仍然不能興建。如果他們有訪問或討論，他們會在士多前聚集，因為那裡有足夠的空間及桌椅。另外，村內的老人會坐在自家門外，跟朋友聊天。如果有村公所，他們會有更舒服的環境聊天。如果遇到意外，他們亦可以互相幫助。所以，兩位村代表和村長也想有村公所。